# Одоакр
Одоа́кр (грец. Ὀδόακρος, Odóakros), або Одоа́кер (лат. Odoacer; 433 — 15 березня 493) — вождь германців-федератів у Північній Італії. Скинув останнього римського імператора Ромула й проголосив себе королем Італії (476–493). В історіографії традиційно вважається особою, яка поховала Західну Римську імперію. Перший правитель-варвар, що керував Італією. Походив з теренів держави гунів. Представник германської спільноти: у різних джерелах постає як скір, руг, тюринг або гот. Брав участь у битві на Каталунських полях на боці гунів (451). Згодом був командиром германців-федератів у римській армії (470—476), клієнтом східноримського імператора Зенона, від якого отримав титул патриція. Підняв повстання германців у Північній Італії, внаслідок якого було скинуто західноримського імператора Ромула (476). Проголосив себе королем. Розпочав війну проти Зенона (484), ругів (487–488) і готів короля Теодоріха. Підступно вбитий Теодоріхом на бенкеті примирення в Равенні. В середньовічній і ранньомодерній традиції помилково сприймався як «король ругів-рутенів», один із перших руських правителів. У козацькому «Літописі Величка» згадується як князь Одоа́цер.

## Імена
- Одоа́кр (грец. Ὀδόακρος) — грецький варіант імені.
- Одоа́кер, або Одоа́цер (лат. Odoacer) — латинський варіант імені.
- Одовакер (лат. Odovacer), або Одовакар (лат. Odovacar) — інші варіанти імені у джерелах.

## Біографія

### Походження
Етнічна приналежність Одоакра невідома. Сучасні історики пов'язують його із германцями — скірами, готами або тюрингами. Існує також гіпотеза гунського походження Одоакра.
Історики античності і середньовіччя вважали Одоакра германцем. Зокрема, Йордан в «Гетиці» асоціював його зі східно-германськими племенами з середнього басейну Дунаю — скірами, герулами і ругіями. У деяких місцях того самого твору він називає Одоакра «королем туркілінгів» (Torcilingorum rex) — племені або роду, які не згадуються в інших джерелах. В книзі «Romana» Одоакр фігурує як нащадок ругів або єдиноплемінник якогось Рогуса (Odoacer genere Rogus). Відомо, що гунський правитель Аттіла мав дядька на ім'я Рогус, тому, можливо, Одоакр міг бути його родичем.
Пріск Панійський описував Одоакра як представника скірів; мовляв він був сином Едеко і братом Гунуульфа. Цю думку повторює Іоанн Антіохійський. Ким був Едеко — невідомо: під таким іменем згадується гунський посол до Константинополя, а також ватажок скірів у праці Йордана, що були розбиті готами в 469 р. 
Теофан Сповідник називає Одоакра готом, а Марцелін Коміт — королем готів.
В сучасній історіографії так само немає відповіді про етнічне походження Одоакра. Зокрема, італійський історик М. Фрасетто вважав Одоакра скіром. Дослідник Е. Дженсен припускав змішане походження: матір'ю Одоакра була готка, а батьком гун Едеко. Б. Макбайн заперечував гуннську приналежність Одоакра, посилаючись на те, що джерела називають його ким завгодно — то «скіром», то «ругом», то навіть «готом» — але ніколи «гуном». П. Макджордж так само заперечувала гунську гіпотезу і наголошувала на змішаному походженні Одоакра: він був точно германцем, можливо напів-скіром, напів-тюрингом (оскільки сприймала «туркілінгів» у праці Йордана за описку), і міг мати родинні зв'язки із іншими племенами

### Король

Європа в 477 р.
Королівство Одоакра
Східна Римська імперія
Сасаніди

У 476 році Одоакр усунув останнього західно-римського імператора Ромула Августула і проголосив себе королем.
Саме тоді у Римі відбувся черговий державний переворот, коли імператор Юлій Непот був скинутий магістром армії Флавієм Орестом, який проголосив імператором свого 15-річного сина Ромула Августа. Флавій Орест почав проводити досить жорстку політику, спрямовану на наведення порядку в країні та обмеження впливу на неї варварських племен. Останнім це вкрай не сподобалося, вони висунули Оресту вимогу передати їм 1/3 італійських земель. Відмова Ореста привела до чергової війни варварів із Римом, на чолі яких вони, власне, і поставили князя ругів з Норику Отка, ім'я якого в латинській версії трансформувалося як Одоакр. 5 вересня 476 року він розбив Ореста біля Тицини, а його сина Ромула відправив до в'язниці в один із замків Кампанії.
Практично уся подальша історія панування Одоакра була пов'язана з Далмацією. Так сталося, що першим його, як імператора, противником став скинутий ще 475 року Юлій Непот, який втік до Далмації, заснував там свою державу і почав вимагати повернення йому римського трону. Явно не без допомоги Одоакра в Далмації була організована змова, в результаті якої Овід і Віатор вбили Непота, що дало привід імператору у 480 році рушити свої війська на Далмацію і після кількох битв у 481 році приєднати її до своїх володінь.

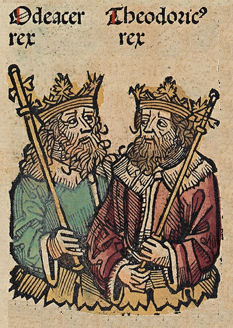
Одоакр і Теодоріх

Незабаром після подій в Далмації у Візантії розпочалося повстання проти імператора Зенона, який вперто вважав себе сюзереном Одоакра. Переконливих доказів того, що це також була справа рук Одоакра, який вирішив діяти за вже випробуваною в Далмації схемою, немає, але диму без вогню не буває і не випадково після придушення цього заколоту Зенон вирішив за будь-яку ціну скинути свого римського колегу. З цією метою Зенон вступив у союз з королем остготів Теодоріхом, який сам прагнув заволодіти Італією, і з 488 року розпочалася ціла серія битв (над річкою Ізонцо, біля Верони, над річкою Адда), після чого у 493-го Одоакр вирішив укласти з Теодоріхом мир, поділити з ним Італію та спільно правити, перебуваючи у Равенні.
Однак готи не мали наміру дотримуватися умов миру: запросили Одоакра на урочисту учту — і 6 березня 493 року під час гостини підступно вбили. Винищили також всю родину князя, його дружину заморили голодом у в'язниці, сина відправили нібито на заслання до Галлії, але дорогою також підступно вбили.
Одоакр правив Італією близько 13-ти років; здійснив реформу, завдяки якій воїни-варвари отримали землю як звичайні федерати; призначав консулів; видавав закони як римський імператор. Але (за суттю своєю) правління його було подібним до правління в усіх германських державах на римській території, тому прихід до влади Одоакра вважається падінням Західної Римської імперії.

## У культурі

### Середньовіччя

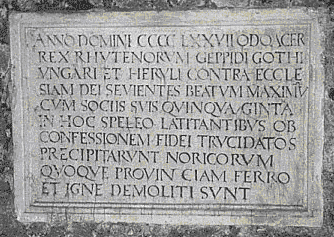
Згадка про Одоакра на таблиці з катакомб Зальцбурга

- Одоакр вважався королем ругів, які помилково асоціювалися у середньовіччі з рутенами (русами), і називався у середньовічних джерелах «королем рутенів» (лат. Odoacer Rex Rhutenorum). Плита з латинським написом при церкві св. Петра під Зальцбургом повідомляє:

|  | Року Божого 477 Одоакер, король рутенів, а також гепідів, готів, унгарів і герулів, виступаючи проти церкви Божої, благочестивого Максима з його 50 учнями, що молилися з ним в цій печері, за сповідання віри жорстоко мучено та скинуто вниз, а провінцію Норикум мечем і вогнем спустошивши ». |

Цей напис вигравіюваний на мармуровій плиті, встановленій у катакомбах «Монашої Гори» колишнього міста Ювавума — фортеці в провінції Норик, яка за своє багатство і величні палаци була названа «Північним Римом» (нині Зальцбург).

### Українська традиція
- Одоакр як «Одонацер» згадується у козацькому «Літописі Величка» під 1648 роком, коли гетьман Богдан Хмельницький звернувся до українського народу у своєму «Білоцерківському універсалі» з приводу війни з Річчю Посполитою:

|  | Навіть Стародавній Рим (що може називатися матір'ю всіх європейських міст), який володів багатьма державами й монархіями і пишався колись своїми шістьмастами сорока п'ятьма тисячами війська, в давні віки взяла й чотирнадцять літ тримала далеко менша проти згаданої збірна бойова сила русів із Ругії від Балтицького, або Німецького помор'я, на чолі яких стояв тоді князь Одонацер, — сталося це в році 470 після Різдва Господнього. Отож ми йдемо за прикладом наших давніх предків, отих старобутніх русів, і хто може заборонити нам бути воїнами і зменшити нашу лицарську відвагу! |

- Там само під 1657 роком генеральний писар Запорізького війська Самійло Зорка, стоячи над труною Хмельницького, виголосив промову, в якій прирівняв гетьмана до Одоакра: «Милий вождю! Древній руський Одонацер!»[9]

### Монографії, статті
- Amory, P. People and Identity in Ostrogothic Italy, 489–554. Cambridge; New York: Cambridge University Press, 1997.
- Frassetto, M. Encyclopedia of Barbarian Europe: Society in Transformation. Santa Barbara, CA: ABC-CLIO, 2003.
- Jensen, E. Barbarians in the Greek and Roman World. Cambridge; Indianapolis: Hackett, 2018.
- Heather, P. The Goths. Oxford: Blackwell, 1996.
- Heather, P. The Fall of the Roman Empire: A New History of Rome and the Barbarians. Oxford and New York: Oxford University Press, 2005.
- Macbain, B. Odovacer the Hun? // Classical Philology. 78 (1983) 1: 323–327.
- MacGeorge, P. Late Roman Warlords. Oxford and New York: Oxford University Press, 2002.
- Martindale, J.R. Odoacer // The Prosopography of the Later Roman Empire. Vol. 2 (A.D. 395–527). London; New York: Cambridge University Press, 1980.
- Reynolds, R.; Lopez, R. Odoacer: German or Hun? // The American Historical Review. 52 (1946) 1: 36–53.
- Thompson, E.A. Romans and Barbarians: The Decline of the Western Empire. Madison, WI: University of Wisconsin Press, 1982.
- Wolfram, H. The Roman Empire and its Germanic Peoples. Berkeley, Los Angeles: University of California Press, 1997.

### Довідники
- Одоакер // Українська мала енциклопедія : 16 кн : у 8 т. / проф. Є. Онацький. — Буенос-Айрес, 1962. — Т. 5, кн. IX : Літери На — Ол. — С. 1191. — 1000 екз.